# Румуни

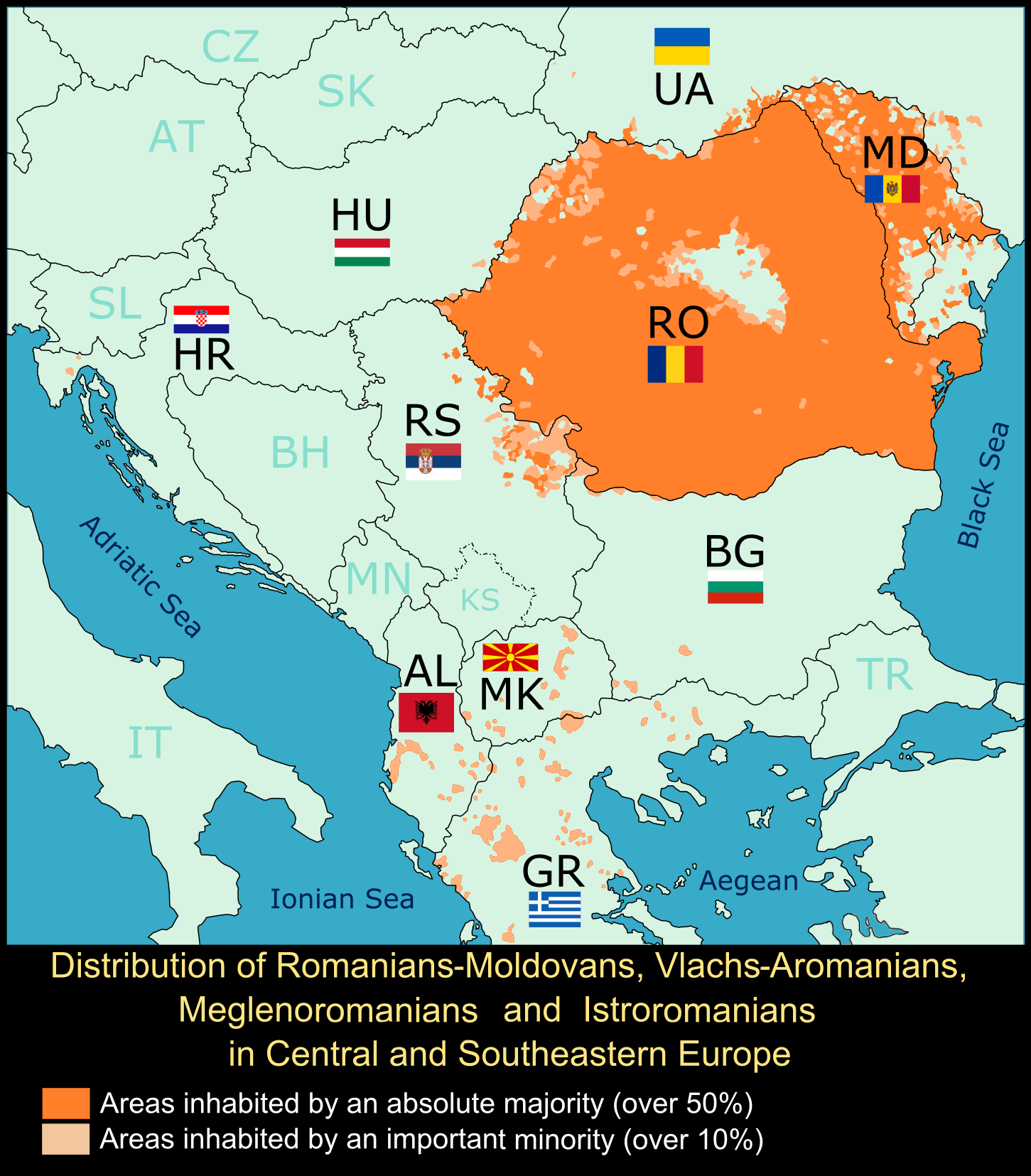
Географічна та історична область населеного румунами

Руму́ни (рум. români) — народ, основне населення Румунії. До румунів також залічуються молдовани й волохи. Молдовани як нація склалися в інших умовах і мають власну державу Молдова. Назва молдавани вживається в країнах, що були частиною Російської імперії. Волохи живуть в інших балканських країнах за межами Румунії й не розвинулися в сучасну націю.
Чисельність румун у Румунії (близько 16,792,868 ;тис. румун, 2011, перепис) й Молдови (75 тис. румун, 2 741 тис. молдован). Румуни живуть також в Україні (151 тис. румун, 259 тис. молдован, 2001, перепис), Іспанії (525 тис.), США (367 тис. осіб), Італії (298 тис.), Росії (5 тис. румун, 173 тис. молдован), Канаді (131 тис. осіб), Франції (100 тис. осіб), Сербії (35 тис. румун, 40 тис. волохів), Німеччині (73 тис.), Ізраїлі (50 тис.), Бразилії (33 тис. осіб), Туреччині (30 тис. осіб), Греції (29 тис. осіб), Австрії (23 тис. осіб), Казахстані (20 тис.), Великій Британії (20 тис. осіб), Угорщині (15 тис. осіб), Швеції (13 тис. осіб), Австралії (10—20 тис.), Болгарії (1 тис. румун, 11 тис. волохів), Венесуелі (10—12 тис.), Португалії (11 тис.), Аргентині (10 тис.), Словаччині (9 тис. осіб) і у деяких інших країнах.
Говорять румунською мовою.
Віруючі румуни — головним чином православні, є протестанти (переважно в Трансильванії).

## Етногенез
У формуванні румунського народу брали участь племена, що населяли колишні римські провінції Дакію й Мізію (даки, ґети, карпи і ін.), романізовані в період римського владарювання (106—271 рр.), римські переселенці перш за все з балканських та малоазійських провінцій, колишні легіонери, а також вільні даки, що не були романізовані, й слов'яни, які з 500 р. почали впливати на етногенез румун. Етнічні процеси майже завершилися приблизно у 1000 р. утворенням східнороманської народності й мови. До того часу також належать перші ранньофеодальні державні утворення на території сучасної Румунії. З 10 сторіччя візантійські, слов'янські, а потім і угорські джерела згадують румун під назвою «blácoí», «волохи», «влахи».

## Формування нації
Формування румунської нації до 1850 р. пов'язано з виникненням капіталістичних відносин, створенням єдиної літературної мови та об'єднанням румунських земель в єдину державу. Націєтворчий процес завершився вже в створеній 1862 року єдиній румунській державі.
Після приєднання Бессарабії до Російської імперії російський уряд почав поступово почав проводити політику зросійщення місцевого румунського населення та створення окремої молдавської ідентичності на противагу румунському національному відродженню, яке ставило собі за мету об'єднання всіх румунських земель в одній державі.

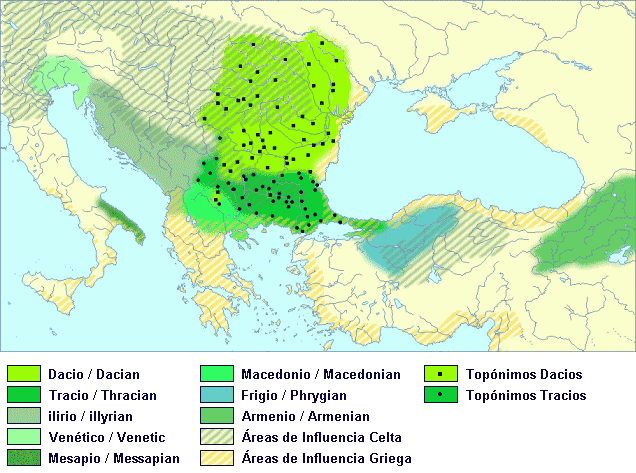
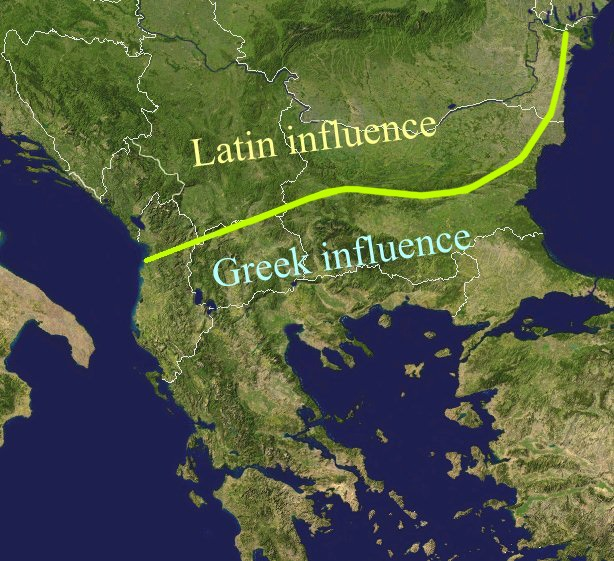
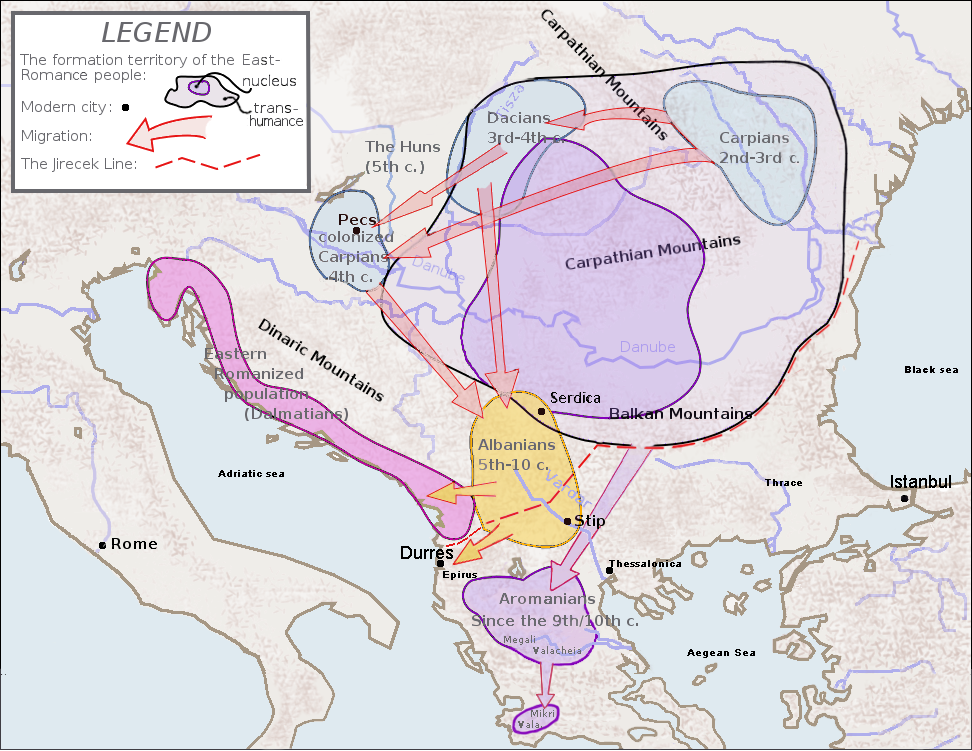
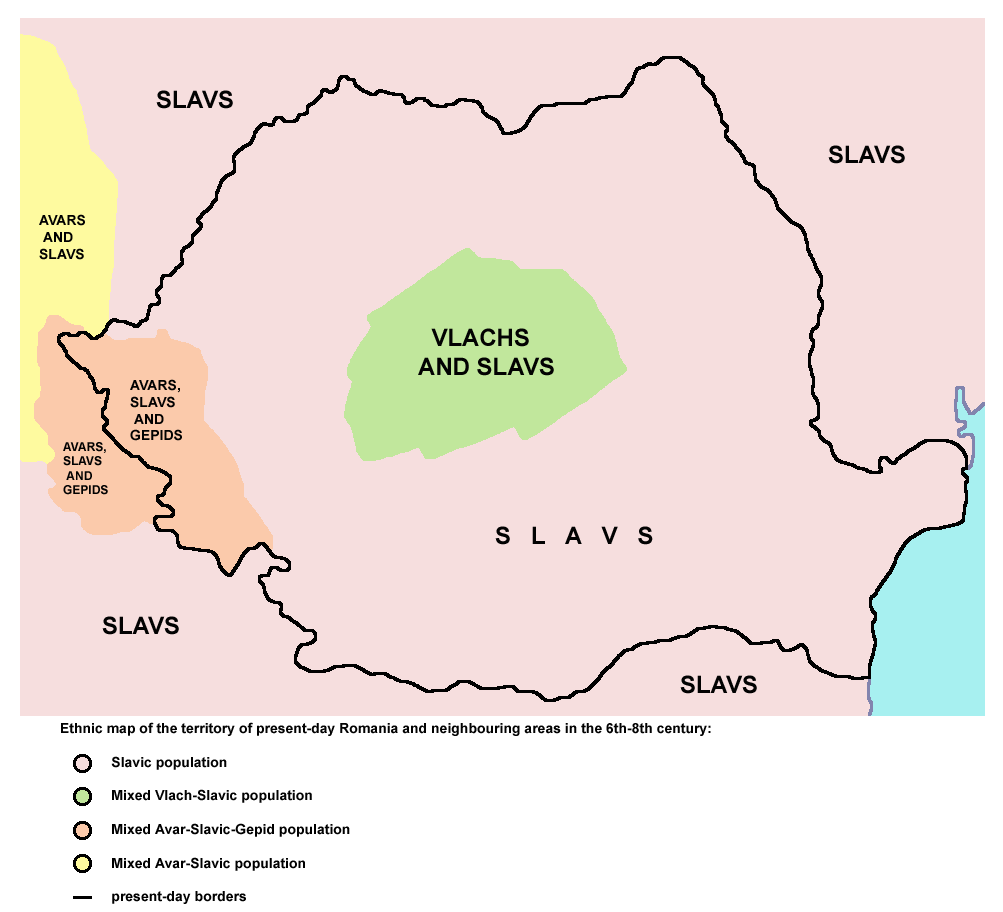
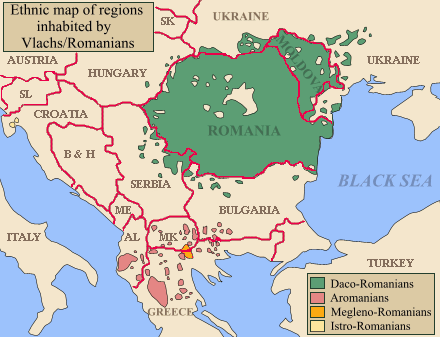
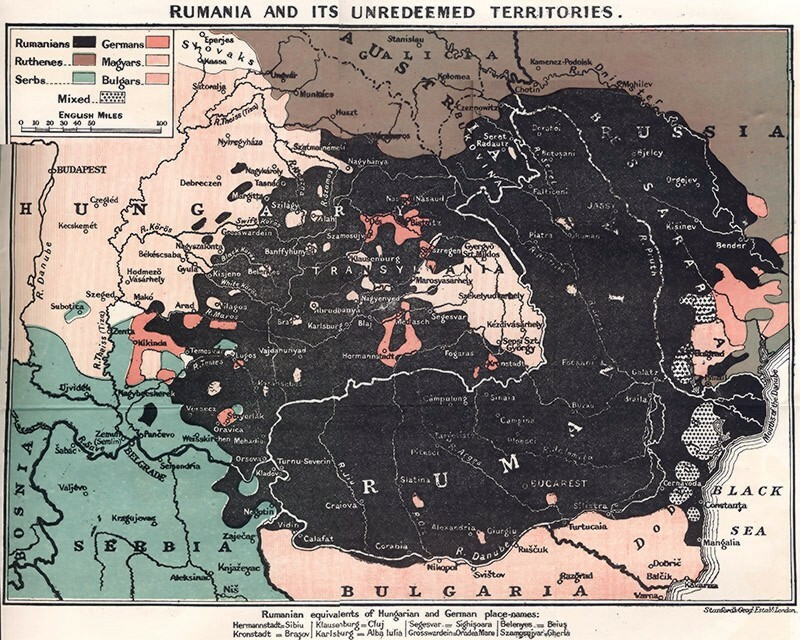
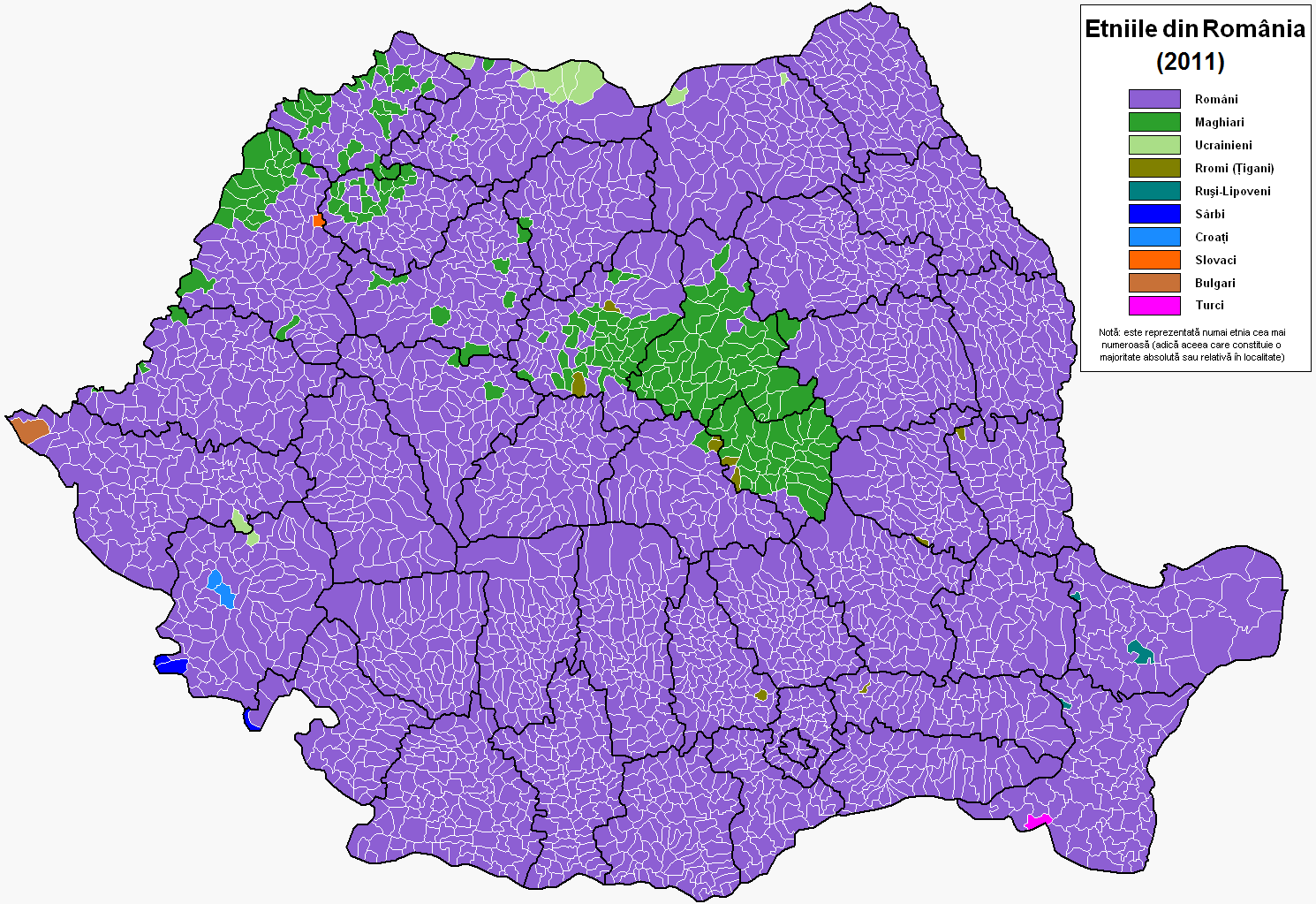